# Бекаплермин
Бекаплерми́н — рекомбинантный человеческий тромбоцитарный фактор роста. Оказывает дерматопротекторное действие. При наружном применении способствует усилению процессов хемотаксиса, увеличивает пролиферацию клеток, вовлеченных в репаративные раневые процессы и образование грануляции.
Препарат используют при лечении диабетических нейропатических язв нижних конечностей.